# Понте Сант'Ана (Модена)
Понте Сант'Ана је насеље у Италији у округу Модена, региону Емилија-Ромања.
Према процени из 2011. у насељу је живело 11 становника. Насеље се налази на надморској висини од 994 м.